# 장식품
장식품(ornament)은 건축 및 장식 예술에서 건물이나 물건의 일부를 장식하는 데 사용되는 장식이다. 기념비적인 조각품과 같은 대형 비유적 요소와 장식 예술의 이에 상응하는 요소는 이 용어에서 제외된다. 대부분의 장식품에는 인물 형상이 포함되어 있지 않으며, 존재하더라도 전체 규모에 비해 작다. 건축 장식은 돌, 나무 또는 귀금속으로 조각하거나 회반죽이나 점토로 만들거나 장식을 적용하여 표면에 칠하거나 새길 수 있다. 다른 응용미술에서는 물체의 주요 재료가 사용될 수도 있고, 페인트나 유리 에나멜과 같은 다른 재료가 사용될 수도 있다.
도자기, 가구, 금속 세공품을 포함한 건축 및 응용 예술을 위해 다양한 장식 스타일과 모티프가 개발되었다. 장식이 그 존재의 주요 근거가 될 수 있는 직물, 벽지 및 기타 물체에서는 패턴이나 디자인이라는 용어가 사용되는 경우가 더 많다. 장식에 사용되는 다양한 모티프는 기하학적 모양과 패턴, 식물, 사람과 동물의 형상에서 비롯된다. 유라시아와 지중해 세계에서는 3000년 넘게 식물 기반 장식의 풍부하고 연결된 전통이 이어져 왔다. 세계 다른 지역의 전통 장식은 일반적으로 기하학적 및 동물 모티프에 더 많이 의존한다. 패턴에 대한 영감은 대개 해당 지역 사람들을 둘러싼 자연에서 나온다. 중앙아시아의 많은 유목민들은 이슬람이 이 지역에 침투하기 전에는 동물적인 모티브를 많이 가지고 있었다.

## 같이 보기
- 장식 예술
- 응용미술
- 예술품
- 딩뱃